# Tico-tico-de-oaxaca
Tico-tico-de-oaxaca  (Aimophila notosticta) é uma espécie de ave da família Emberizidae. É endémica do México.
Os seus habitats naturais são: florestas secas tropicais ou subtropicais e matagal tropical ou subtropical de alta altitude. Está ameaçada por perda de habitat.